# Silverstoneia
Silverstoneia es un género de anfibios anuros neotropicales de la familia Dendrobatidae. Las especies de este género estaban incluidas anteriormente en Colostethus. Se distribuyen desde el suroeste de Costa Rica hasta el suroeste de Colombia, en zonas de tierras bajas y montanas por debajo de los 1600 m s. n. m..

## Especies
Se reconocen las siguientes 8 especies según ASW:
- Silverstoneia dalyi[2] Grant & Myers, 2013
- Silverstoneia erasmios (Rivero & Serna, 2000)
- Silverstoneia flotator (Dunn, 1931)
- Silverstoneia gutturalis[2] Grant & Myers, 2013
- Silverstoneia minima[2] Grant & Myers, 2013
- Silverstoneia minutissima[2] Grant & Myers, 2013
- Silverstoneia nubicola (Dunn, 1924)
- Silverstoneia punctiventris[2] Grant & Myers, 2013